# John Mraz
John Mraz (California, 1943) es un historiador especializado en la representación con los medios modernos (fotografía, cinema, video, digitalización). 

## Estudios y trabajo académico
Ha publicado libros, artículos y ensayos que escriben la historia de y con las fotografías. Ha dirigido películas en una variedad de formatos sobre la historia y ha sido curador de importantes exposiciones fotográficas. Se doctoró en historia por la Universidad de California en Santa Cruz (1986). 
Mraz se mudó a México en 1981 y es Investigador del Instituto de Ciencias Sociales y Humanidades “Alfonso Vélez Pliego” de la Benemérita Universidad Autónoma de Puebla. Es nombrado Investigador Nacional Emérito por la Secretaría de Educación Pública. Ha sido profesor e investigador invitado en la Princeton University, la Oxford University, la Duke University, el Dartmouth College, la Universidad de California en Santa Cruz, la Universitat de Barcelona, la Universidade Federal Fluminense (Brasil), la Universidad de Keio (Japón), la University of Auckland (Nueva Zelanda), la University of Connecticut, la San Diego State University, la Universidad de los Andes (Colombia), el Instituto Nacional de Antropología e Historia, el Harry Ransom Research Center-University of Texas y el Instituto de Investigaciones Históricas-Universidad Nacional Autónoma de México. 
Los libros de Mraz se han enfocado, en gran medida, sobre el análisis de fotografías hechas en México y el historiador Jurgen Buchenau escribía que Mraz “es ampliamente considerado de ser el principal experto de la historia de la fotografía mexicana".
El historiador John Lear atestiguó sobre su estatus de pionero: “John Mraz empezó a estudiar la cultura visual moderna en América Latina cuando pocos historiadores tomaban en serio el campo”. Dijo el historiador Seth Fein que su monografía sobre Nacho López: “responde a virtualmente todas las preguntas obvias (pero difíciles) que comúnmente no sólo se dejan sin respuestas sino que ni se las hacen en las historias de la fotografía”. Ignacio Sánchez Prado afirmó que Looking for Mexico: Modern Visual Culture and National Identity, “Es sin duda la mejor introducción disponible a los estudios visuales en México y el punto de partido necesario para cualquier lector que busca familiarizarse con el corpus sentado hasta aquí”.
Looking for Mexico fue descrito por Rubén Gallo, Director de Latin American Studies en la Princeton University, como “la historia definitiva de la fotografía mexicana... investigado brillantemente, argumentado con pasión y escrito bellísimamente;” en la portada atrás de otro libro por Mraz, Gallo afirmó, “John Mraz es sin duda el experto mundial sobre la fotografía mexicana”.
Mraz ha sido participante como ponente y organizador en más de 100 congresos internacionales; al igual que conferencista invitado en instituciones en los Estados Unidos, Europa (Alemania, España, Holanda, Inglaterra), América Latina (Argentina, Brasil, Colombia, Cuba, Chile, Guatemala, México y Uruguay), Japón, Nueva Zelanda, Singapur, Canadá.

### Documentales
Las producciones documentales de Mraz han recibido reconocimientos. Nicaragua Innovando fue premiado con el Hubert B. Herring Award for "Best Videotape, Film or Non-Print Media" (Mejor cinta de video, película o medios no-impresos) del Pacific Coast Council on Latin American Studies (1988). Entre los lugares en los cuales ha sido exhibida la película sobre los ferrocarriles fue en el congreso de la American Historical Association de 1987, el cual dedicó una sesión a la metodología de la videohistoria desarrollada por Mraz.
Tanto Hechos sobre los rieles como Nicaragua innovando fueron reconocidas por la Latin American Studies Association, que las premiaron con el "Award of Merit in Film" por su "excelencia en la presentación de materiales educativos y artísticos sobre América Latina". En una de las reseñas sobre las producciones de Nicaragua y los ferrocarrileros mexicanos se escribió: “Los historiadores pueden aprender mucho de estas películas y con admiración para un colega que – con poco financiamiento -- está ‘escribiendo’ historia a través de un medio que se aprecia generalmente pero que se entiende menos”.

### Curaduría
Mraz ha sido curador de numerosas exposiciones fotográficas, pero cuatro de ellas sobresalen. 
- Nacho López: Tener algo que decir/Nacho López: To have something to say/, Exposición Digital, Memórica: México, haz memoria, 2023. https://memoricamexico.gob.mx/es/memorica/nacho-lopez

- BRACEROS, photographed by the Hermanos Mayo/BRACEROS fotografiados por los Hermanos Mayo. Ha sido exhibida en universidades y bibliotecas de los USA, 2017- presente, con una asistencia de más de 140,000 visitantes.

- Cuando se celebró el Centenario de la Revolución Mexicana en 2010, Mraz fue invitado a llevar a cabo la curaduría de la exposición nacional, Testimonios de una guerra. Fotografías de la Revolución Mexicana, que se exhibió en más de 30 sitios en México, además de varios lugares internacionales.

- En 1996 fue curador de "La mirada inquieta: nuevo fotoperiodismo mexicano, 1976-1996”, por invitación de la directora del Centro de la Imagen en ese entonces, Patricia Mendoza, quién dijo que fue la exposición que produjo más polémica durante los diez años en los cuales ella dirigió el Centro.

### Revistas académicas
- Coeditor invitado, Coeditores: Nekane Parejo y Manuel Blanco. Cultura visual contemporánea en Latinoamérica, Palabra Clave, 26:1, 2023, Universidad de la Sabana (Colombia).
- Editor invitado, Cinema and History in Latin America, Film Historia, 9:2 (1999); Centro de Investigaciones Cinematográficas, Universidad de Barcelona.
- Editor invitado, Cultura Visual en América Latina, Estudios Interdisciplinarios de América Latina y el Caribe, 9:1 (1998); Escuela de Historia, Universidad de Tel Aviv.
- Editor invitado, Mexican Photography, History of Photography, 20:3, (1996).
- Autor de más de 200 artículos, entrevistas y reseñas sobre la historia de América Latina en relación con los medios modernos – la fotografía, el cine, el video y la digitalización – publicados en español, inglés, alemán, francés, chino, italiano, portugués, catalán, gallego y coreano.

### Entrevistas
- Entrevista en Nathanial Gardner, The Study of Photography in Latin America: Critical Insights and Methodological Approaches, Albuquerque, University of New Mexico Press, 2023, 37-51.
- “John Mraz y la alfabetización visual”. Entrevistado por Ana Cristina Ayala, Cerosetenta, no. 070, de la Universidad de los Andes, Colombia, 6 de septiembre de 2016. https://cerosetenta.uniandes.edu.co/john-mraz-y-la-alfabetizacion-visual/
- “’We Have Entered a [Third] Visual Period of History’: Thoughts on the Study of Photography by John Mraz.” Interview by Nathanial Gardner, The Americas, 73:4 (October 2016): 459-475.

### Producciones (películas y audiovisuales)
John Mraz ha sido director de 11 películas y 20 audiovisuales históricas, algunas de ellas con premios internacionales y distribución en América Latina, los Estados Unidos y Europa en español, inglés, francés, catalán y chino.
Lista selectiva
- Director, Julio Mayo: bracero con cámara/Julio Mayo: Bracero with a camera; Puebla, Museo Nacional de los Ferrocarriles Mexicanos, 2014.
- Director, Magí Murià: un pioner diletant/Magí Murià: Pioneer and Dilettante,  Barcelona: TV Terrassa, 1993/94
- Director y productor, Hechos sobre los rieles: una historia de los ferrocarrileros mexicanos/Made on Rails: A History of the Mexican Railroad Workers; Puebla y Santa Cruz, UAP y UCSC, 1987/88. Distribución:  E.U.A. y Canadá -- The Cinema Guild, Nueva York. América Latina -- Universidad Autónoma de Puebla.
- Director, Nicaragua innovando/Innovating Nicaragua; Nicaragua y México, Ministerio del Interior y UAP, 1986/87.  Distribución:  E.U.A. y Canadá -- The Cinema Guild, Nueva York.  América Latina -- Zafra/Latino Video, México.  Europa -- La Médiathèque des Trois Mondes, París.

## Reconocimientos
- Premio Especial Film-Historia, “por sus valiosas aportaciones a lo largo de más de 40 años, especializándose en la representación con los medios modernos (fotografía, cinema, video, digitalización), Centre d’Investigacions Film-Historia, Universitat de Barcelona, 2024.

- Hechos sobre los rieles, Premiada con el LASA "Award of Merit in Film" por su "excelencia en la presentación de materiales educativos y artísticos sobre América Latina", Latin American Studies Association Invitational Film Festival, 1986.

Presentada (lista selectiva)
- VIII Festival Internacional del Nuevo Cine Latinoamericano, La Habana, 1986.

- "Screening Days for Films from Latin America, the Caribbean, Africa, Asia, and the Pacific", Estocolmo, 1987.

## Exposiciones fotográficas
Curador, colaborador y asesor de 20 exposiciones fotográficas, expuestas en América Latina, los Estados Unidos y Europa.
Lista selectiva
- Curador, Testimonios de una guerra. Fotografías de la Revolución Mexicana, 2010, a través de la República y en sitios en el extranjero.
- Curador, Ojos ajenos. Fotografías de extranjeros en México, Huesca, Spain, 2004.
- Curador, La mirada inquieta: El nuevo fotoperiodismo mexicano: 1976-1996, Centro de la Imagen, Ciudad de México, 1996.
- BRACEROS, photographed by the Hermanos Mayo/BRACEROS fotografiados por los Hermanos Mayo. Ha sido exhibida en universidades y bibliotecas de los USA, 2017-presente, con una asistencia de más de 140,000 visitantes.